# Dana Fuchs
Dana Fuchs (10 de janeiro de 1976) é uma atriz, compositora e cantora estadunidense famosa pela sua voz marcante e pelo seu papel como Sadie no filme Across the Universe de 2007.

## Biografia
Criada numa pequena cidade rural da Flórida, Dana era a caçula de seis irmãos provenientes de uma família musical. Cresceu rodeada por música: assistia às bandas de seus irmãos mais velhos tocando na garagem e ouvia Ray Charles e Hank Williams influenciada pelos gostos dos pais. Aos 12 anos Dana entrou num coral gospel e, aos 16, apresentou-se com uma banda popular local. Então, movida pela vontade de cantar, disse para seus amigos e parentes que estava "indo para Nova York cantar o blues".
Fuchs chegou em Nova York aos 19 anos. Deprimida, estabeleceu-se na vizinhança de Lower East Side, no bairro de Manhattan. Após receber a notícia de que sua irmã mais velha e "primeira mentora musical", Donna, havia se suicidado, Dana resolveu levantar a cabeça e continuar seguindo sua paixão por música.

## Filmografia
- Across the Universe (2007)… Sadie